# مصطفي آر
مصطفي آر (بالتركية: Mustafa Er) هو لاعب كرة قدم تركي في مركز الوسط، ولد في 11 يناير 1980 في مدينة بورصة في تركيا. لعب مع دينيزلي سبور.

## وصلات خارجية
- مصطفي آر على موقع اتحاد تركيا (لاعب) (الإنجليزية)
- مصطفي آر على موقع اتحاد تركيا (مدرب) (الإنجليزية)
- مصطفي آر على موقع قاعدة بيانات كرة القدم.إي يو (الإنجليزية)
- مصطفي آر على موقع Soccerbase.com (مدرب) (الإنجليزية)
- مصطفي آر على موقع Soccerway.com (الإنجليزية)